# Bethalus statumenes
Bethalus statumenes är en kräftdjursart som beskrevs av Barnard 1960. Bethalus statumenes ingår i släktet Bethalus och familjen Armadillidae. Inga underarter finns listade i Catalogue of Life.